# Mohd Fadlin
Mohammad Fadlin (* 28. Oktober 1989) ist ein ehemaliger indonesischer Leichtathlet, der sich auf den Sprint spezialisiert hat.

## Sportliche Laufbahn
Erste internationale Erfahrungen sammelte Mohd Fadlin bei den Hallenasienmeisterschaften 2008 in Doha, bei denen er mit 7,05 im 60-Meter-Lauf in der ersten Runde ausschied. Anschließend wurde er bei den Juniorenasienmeisterschaften in Jakarta in 10,66 s Siebter über 100 Meter und wurde mit der indonesischen 4-mal-100-Meter-Staffel im Finale disqualifiziert. Im Jahr darauf schied er bei den Asienmeisterschaften in Guangzhou im Einzelbewerb über 100 Meter in 10,86 s aus und gelangte auch mit der Staffel nicht bis in das Finale. Daraufhin gewann er bei den Südostasienspielen in Vientiane in 10,61 s die Bronzemedaille über 100 Meter hinter seinem Landsmann Agung Suryo Wibowo und Wachara Sondee aus Thailand. Auch mit der Staffel gewann er in 40,16 s die Bronzemedaille hinter den Teams aus Thailand und Singapur und im 200-Meter-Lauf belegte er in 22,25 s den fünften Platz. 2010 erreichte er mit der Staffel bei den Asienspielen in Guangzhou in 39,87 s Rang fünf. 
Bei den Asienmeisterschaften 2011 in Kōbe wurde er in 10,49 s Achter über 100 Meter und schied mit der Staffel mit 40,52 s in der Vorrunde aus. Für die Weltmeisterschaften in Daegu erhielt er eine Wildcard und schied dort mit 11,00 s im ersten Runde aus. Anschließend siegte er bei den Südostasienspielen in Palembang in 39,91 s mit der Staffel und wurde im 100-Meter-Lauf in 10,51 s Vierter. Zwei Jahre darauf nahm er an der Sommer-Universiade in Kasan teil, konnte sich über 200 Meter aber nicht für das Halbfinale qualifizieren. Daraufhin gewann er bei den Islamic Solidarity Games in Palembang in 40,37 s die Bronzemedaille mit der Staffel hinter den Teams aus Oman und Saudi-Arabien. Bei den Südostasienspielen in Naypyidaw gewann er in 40,15 s Bronze mit der Staffel hinter Thailand und Singapur und wurde über 200 Meter in 22,10 s Achter. Auch bei den Spielen 2015 in Singapur gewann er in 39,32 s Bronze mit der Staffel hinter Thailand und Singapur und wurde im Einzelbewerb über 200 Meter in 21,47 s Sechster. 2016 nahm er erneut an den Hallenasienmeisterschaften in Doha teil und wurde dort in 6,75 s Vierter über 60 Meter. 2017 gewann er bei den Südostasienspielen in Kuala Lumpur mit der Staffel mit neuem Landesrekord von 39,05 s die Silbermedaille hinter dem Team aus Thailand und auch bei den Asienspielen 2018 in Jakarta gewann er in 38,77 s die Silbermedaille hinter den Japanern. Daraufhin beendete er seine aktive sportliche Laufbahn im Alter von 28 Jahren.

## Persönliche Bestzeiten
- 100 Meter: 10,43 s (+0,7 m/s), 22. September 2016 in Bogor
  - 60 Meter (Halle): 6,74 s, 19. Februar 2016 in Doha
- 200 Meter: 21,04 s, 10. September 2012 in Rumbai